# Powiat Bańska Bystrzyca
Powiat Bańska Bystrzyca (słow. Okres Banská Bystrica) - słowacka jednostka podziału administracyjnego znajdująca się w kraju bańskobystrzyckim. Powiat Bańska Bystrzyca zamieszkiwany był przez 111 946 obywateli (1 stycznia 2003) i zajmuje obszar 809 km². Średnia gęstość zaludnienia wynosi 138,40 osób na km².

## Stosunki etniczne
- Słowacy - 95,4%
- Czesi - 1,2%
- Romowie - 0,6%

## Stosunki wyznaniowe
- katolicy - 49,1%
- luteranie - 17,4%
- grekokatolicy - 0,9%